# Hendrik I Berthout

Wapen Berthout

Hendrik I Berthout was zoon van Wouter III Berthout en Sofie van Holland, hij huwde met Beatrix of Beatrijs van Grave. Hij is beter gekend als Hendrik I Berthout van Duffel, omdat hij behoorde tot de aftakking Duffel-Geel binnen het geslacht Berthout. Hendrik I Berthout kreeg drie kinderen waaronder Hendrik II Berthout en Jacob Berthout.